# Mérey-Vieilley
Mérey-Vieilley település Franciaországban, Doubs megyében. Lakosainak száma 168 fő (2022. január 1.). Mérey-Vieilley Perrouse, Vieilley, Buthiers és Cromary községekkel határos.

## Népesség
A település népességének változása:
| Lakosok száma | 50   | 71   | 81   | 100  | 125  | 142  | 147  | 154  | 158  | 168  |
|               | 1968 | 1982 | 1990 | 2006 | 2013 | 2015 | 2017 | 2019 | 2020 | 2022 |